# Sisak kinderconcentratiekamp

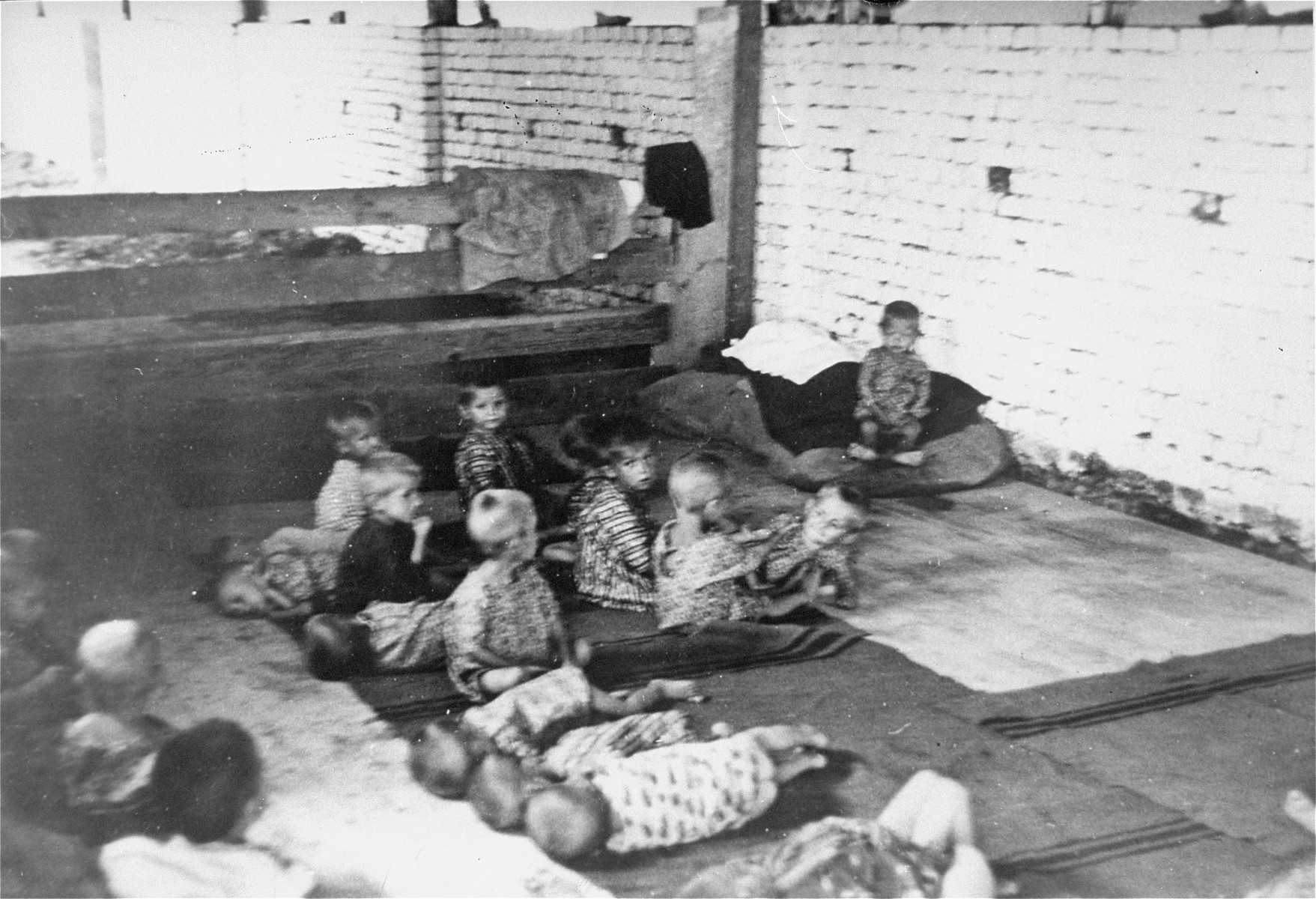
Kinderen in het concentratiekamp van Sisak

Het Sisak kinderconcentratiekamp was een afdeling van het concentratiekamp van Sisak, die speciaal voor kinderen was bestemd. Het werd opgericht door de Ustašabeweging en werd geopend in juli 1942 in Sisak in de Onafhankelijke Staat Kroatië, ongeveer 50 km ten zuidoosten van Zagreb. Het kamp lag aan de oever van de Kupa-rivier. De afdeling voor kinderen werd genoemd “Schuilplaats voor kinderen van vluchtelingen”. Ook in Gornja Rijeka en in Jastrebarsko kwamen speciale kampen voor kinderen, maar dat in Sisak was het grootst en de langste tijd operationeel, tot januari 1943. 

## Omstandigheden
De meeste kinderen die in Sisak terechtkwamen, zaten eerst samen met hun moeders in het vrouwenkamp van Jasenovac, Stara Gradiska. Veel van hun ouders werden naar Duitsland gebracht voor dwangarbeid. In Sisak kwamen in totaal bijna 7.000 kinderen terecht, vooral Servische maar ook joodse en zigeunerkinderen. Omstreeks 1600 overleefden het niet, doodsoorzaken waren ziekten zoals dysenterie, mishandelingen en ondervoeding. Voor het kamp werden bestaande gebouwen en leegstaande stallen gebruikt, ongeschikt voor de opvang van kinderen. Een voormalige zoutdrogerij had bijvoorbeeld geen deuren en was erg tochtig omdat deze was bedoeld voor het drogen van zout. Voorts werd gebruik gemaakt van de hal van het nonnenklooster van St. Vincent, van een basisschool in Novi Sisak en een schooltje in Sisak diende als ziekenhuis.
De inrichting van de gebouwen was zeer provisorisch, zonder bedden of ander meubilair; de kinderen sliepen op de vloer op stro, zonder dekens. Ook in het ziekenhuisje lagen de kinderen op de betonnen vloer op van ontlasting vies geworden stro met zwermen vliegen. Het voedsel bestond uit een stukje brood en soep. Bij een bezoek door de rode-kruisarts dr. Marguljes uit Osijek bleek dat vanuit Zagreb verstuurde voedselhulp niet bij de kinderen terechtkwam. Het dagboek van Diana Budisavljević vermeldt dat op 2 augustus 1942 800 kinderen uit Mlaka (Jasenovac) in Sisak werden ondergebracht.  Op 4 augustus volgt nog een groep, totaal zijn er dan 1200 in Sisak ondergebracht. Ook op 16 en 17 oktober wordt de aankomst van kindertransporten in Sisak vermeld. Bij 16 februari 1943 is genoteerd dat 150 kinderen vanuit Sisak in het doofstommentehuis van Zagreb zijn aangekomen, dat was dus nadat het kamp was gesloten.
De maximale bezetting werd eind september 1942 bereikt met 4.700 kinderen. De dagelijkse gang van zaken was in handen van de vrouwenafdeling van de Ustaše, ook de nonnen uit het klooster deden dienst als oppas en verzorgsters. Het kamp werd in januari 1943 weer gesloten, de kinderen werden overgebracht naar Zagreb.
De leiding was in handen van dokter Antun Najzer. Hij voerde op sommige kinderen medische experimenten uit. De Kroatische nieuwssite Portal Novosti zei over hem “Ook Sisak had zijn Mengele”.

## Hulpverlening
Een deel van de kinderen werd gered door inspanningen van de "Aktion-groep" van Diana Budisavljević, door vrijwilligers van het Rode Kruis, en door de communistische ondergrondse. Zij brachten kinderen onder bij Kroatische gezinnen in Zagreb en op boerderijen in de omgeving van Sisak. Een eerste groep van 550 kinderen werd in de nacht van 10 op 11 oktober naar Zagreb gehaald, hun moeders gingen de volgende dag voor dwangarbeid naar Duitsland. Een aantal kinderen werd in hun pleeggezin ingezet als hulpje in de huishouding of boerenknecht, voor zover bekend werden ze goed verzorgd. Ze kregen daar doorgaans een katholieke opvoeding. Rond de 2200 kinderen kwamen op deze manier in Zagreb terecht en ongeveer 1600 bij gezinnen in Sisak en omgeving. Na de oorlog begonnen ouders die de kampen hadden overleefd, en degenen die terugkeerden uit Duitsland, hun kinderen te zoeken. Tegen de 1700 kinderen kwamen weer bij hun eigen ouders terecht. Een probleem was dat zeer jonge kinderen vaak hun achternaam niet meer wisten, en dat Diana Budisavljević haar administratie van geredde kinderen aan de nieuwe Joegoslavische regering moest afstaan, die de bestanden onder zich hield.

## Slachtoffers
Door het ontbreken van systematisch onderzoek vlak na de oorlog is het niet mogelijk het totaal aantal overleden kinderen vast te stellen. De schattingen variëren tussen 1200 en 2000. Bovendien was er in de Kroatische concentratiekampen doorgaans sprake van een gebrekkige ingangsadministratie.

## Na de oorlog
In september 1946 werd kampleider dr. Najzer veroordeeld tot de dood voor een vuurpeloton en geëxecuteerd. 
Op de Viktorovac-begraafplaats in Sisak bevindt zich een massagraf met negen gedenkstenen, daterend uit 1964. Het monument noemt ongeveer 2000 doden, maar er zijn nooit opgravingen gedaan. In een park staat een fontein met sculptuur uit 1974, spelende kinderen voorstellend.